# Гедо Тюркоглу
Гідаєт «Гедо» Тюркоглу (тур. Hidayet "Hedo" Türkoğlu, нар. 19 березня 1979, Стамбул, Туреччина) — турецький професійний баскетболіст боснійського походження, що грав на позиціях легкого форварда і важкого форварда за низку команд НБА. Гравець національної збірної Туреччини.

## Ігрова кар'єра

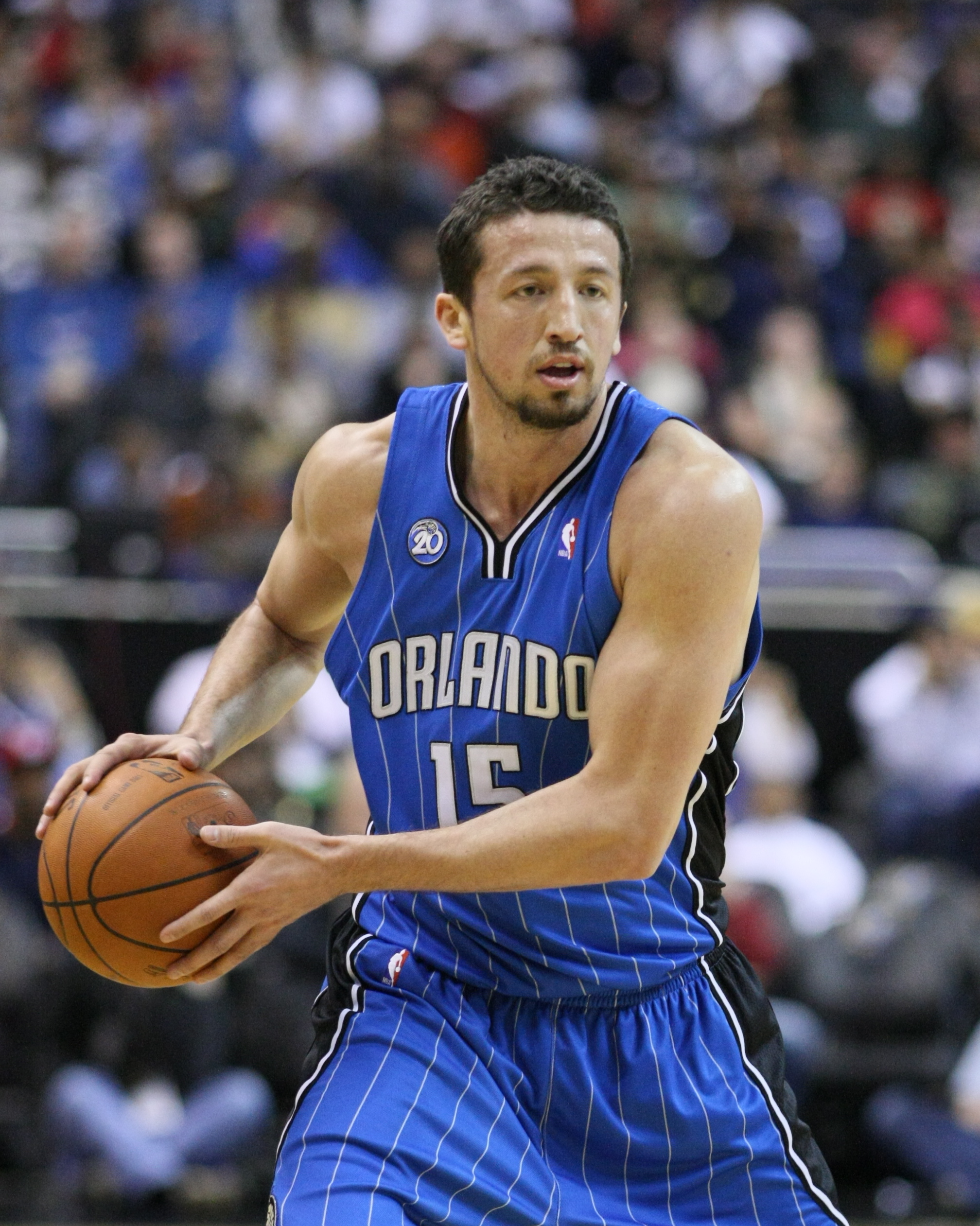
Тюркоглу під час гри за «Орландо», 2008 рік

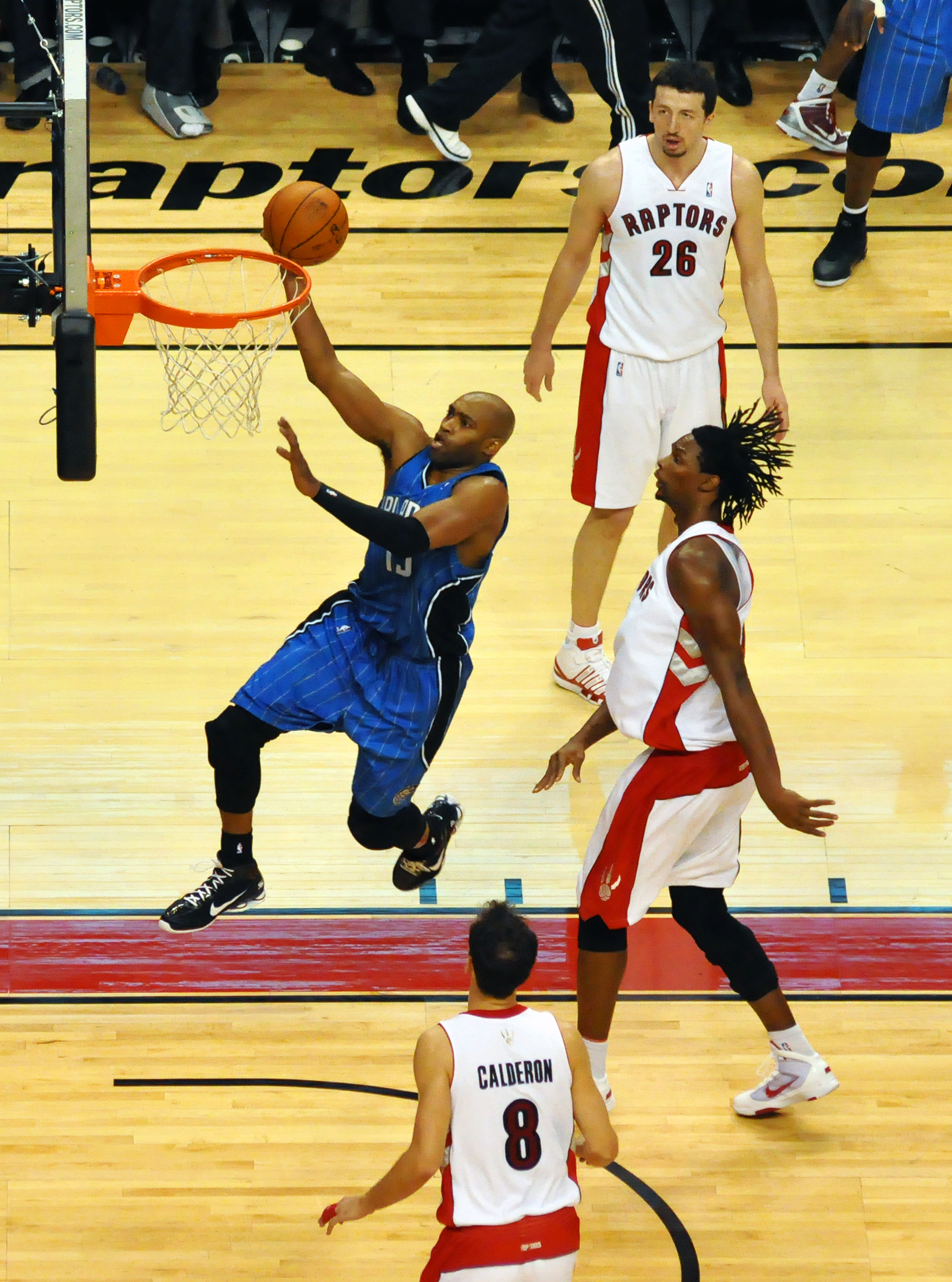
Тюркоглу (№26) у грі за «Репторз»

Професійну кар'єру розпочав 1996 року на батьківщині виступами за команду «Анадолу Ефес», де грав протягом 4 сезонів. Набирав 8,4 очок за гру в Євролізі при 58% влучань з гри. 2000 року пробився з командою до півфіналу Євроліги.
2000 року був обраний у першому раунді драфту НБА під загальним 16-м номером командою «Сакраменто Кінґс». Став першим турецьким баскетболістом в НБА. Захищав кольори команди із Сакраменто протягом наступних 3 сезонів та грав пліч-о-пліч із такими зірками як Владе Дівац та Предраг Стоякович. У своєму другому сезоні, виходячи з лавки запасних та набираючи за гру 10,1 очок та 4,5 підбирань, претендував на отримання нагороди Найкращого шостого гравця НБА.
2003 перейшов до складу «Сан-Антоніо Сперс», за яких відіграв один сезон. Набирав в середньому 9,2 очки при 42% влучань трьохочкових кидків.
2004 року приєднався до «Орландо Меджик», у складі якої провів наступні 5 сезонів своєї кар'єри. У квітні 2007 року провів свій найрезультативніший матч в кар'єрі, набравши 39 очок у матчі проти «Торонто Репторз». У березні 2008 повторив це досягнення у матчі проти «Вашингтон Візардс». 
28 квітня 2008 був названий найбільш прогресуючим гравцем НБА. У тому сезоні набирав найкращі для себе 19,5 очок за гру при 5,7 підбираннях та 5 асистах. У сезоні 2008—2009 разом з командою пробився до фіналу НБА, де верх взяли «Лос-Анджелес Лейкерс».
Наступною командою в кар'єрі гравця була «Торонто Репторз», до якої приєднався 2009 року та за яку він відіграв один сезон. В Торонто був замішаний у скандалі, коли його помітили в нічному клубі одразу після гри, яку він пропусав через хворобу.
14 липня 2010 року був обміняний до «Фінікс Санз» на Леандро Барбосу та Двейна Джонса.
18 грудня 2010 року повернувся до «Орландо Меджик», куди також переїхали Джейсон Річардсон та Ерл Кларк, а у зворотньому напрямку — Вінс Картер, Марчін Гортат та Мікаель П'єтрус. «Фінікс» також отримував пік першого раунду драфту 2011 та 3 млн. доларів. 13 лютого 2013 був дискваліфікований на 20 ігор після позитивної допінг-проби на метенолон. 3 січня 2014 року «Орландо» відмовились від його послуг.
Останньою ж командою в кар'єрі гравця стала «Лос-Анджелес Кліпперс», до складу якої він приєднався 2014 року і за яку відіграв один сезон.
13 листопада 2015 року оголосив про завершення спортивної кар'єри.

## Статистика виступів в НБА

### Регулярний сезон
| Сезон             | Команда                 | GP  | GS  | MPG  | FG%  | 3P%  | FT%  | RPG | APG | SPG | BPG | PPG  |
| ----------------- | ----------------------- | --- | --- | ---- | ---- | ---- | ---- | --- | --- | --- | --- | ---- |
| 2000–01           | «Сакраменто Кінґс»      | 74  | 7   | 16.8 | .412 | .326 | .777 | 2.8 | .9  | .7  | .3  | 5.3  |
| 2001–02           | «Сакраменто Кінґс»      | 80  | 10  | 24.6 | .422 | .368 | .726 | 4.5 | 2.0 | .7  | .4  | 10.1 |
| 2002–03           | «Сакраменто Кінґс»      | 67  | 11  | 17.5 | .422 | .372 | .800 | 2.8 | 1.3 | .4  | .2  | 6.7  |
| 2003–04           | «Сан-Антоніо Сперс»     | 80  | 44  | 25.9 | .406 | .419 | .708 | 4.5 | 1.9 | 1.0 | .4  | 9.2  |
| 2004–05           | «Орландо Меджик»        | 67  | 11  | 26.2 | .419 | .380 | .836 | 3.5 | 2.3 | .6  | .3  | 14.0 |
| 2005–06           | «Орландо Меджик»        | 78  | 59  | 33.5 | .454 | .403 | .861 | 4.3 | 2.8 | .9  | .3  | 14.9 |
| 2006–07           | «Орландо Меджик»        | 73  | 73  | 31.1 | .419 | .388 | .781 | 4.0 | 3.2 | 1.0 | .2  | 13.3 |
| 2007–08           | «Орландо Меджик»        | 82  | 82  | 36.9 | .456 | .400 | .829 | 5.7 | 5.0 | .9  | .3  | 19.5 |
| 2008–09           | «Орландо Меджик»        | 77  | 77  | 36.6 | .413 | .356 | .807 | 5.3 | 4.9 | .8  | .2  | 16.8 |
| 2009–10           | «Торонто Репторз»       | 74  | 69  | 30.7 | .409 | .374 | .774 | 4.6 | 4.1 | .7  | .4  | 11.3 |
| 2010–11           | «Фінікс Санз»           | 25  | 16  | 25.2 | .440 | .423 | .722 | 4.0 | 2.3 | .7  | .6  | 9.5  |
| 2010–11           | «Орландо Меджик»        | 56  | 56  | 33.9 | .448 | .404 | .667 | 4.6 | 5.1 | 1.0 | .4  | 11.4 |
| 2011–12           | «Орландо Меджик»        | 53  | 53  | 31.2 | .415 | .353 | .705 | 3.8 | 4.4 | .8  | .3  | 10.9 |
| 2012–13           | «Орландо Меджик»        | 11  | 1   | 17.2 | .264 | .042 | .500 | 2.4 | 2.1 | .6  | .1  | 2.9  |
| 2013–14           | «Лос-Анджелес Кліпперс» | 38  | 0   | 10.3 | .385 | .440 | .500 | 2.3 | .9  | .5  | .3  | 3.0  |
| 2014–15           | «Лос-Анджелес Кліпперс» | 62  | 2   | 11.4 | .441 | .432 | .545 | 1.6 | .6  | .3  | .1  | 3.7  |
| Усього за кар'єру | Усього за кар'єру       | 997 | 571 | 26.8 | .426 | .384 | .784 | 4.0 | 2.8 | .8  | .3  | 11.1 |

### Плей-оф
| Сезон             | Команда                 | GP | GS | MPG  | FG%  | 3P%  | FT%   | RPG | APG | SPG | BPG | PPG  |
| ----------------- | ----------------------- | -- | -- | ---- | ---- | ---- | ----- | --- | --- | --- | --- | ---- |
| 2001              | «Сакраменто Кінґс»      | 8  | 0  | 17.6 | .435 | .571 | 1.000 | 3.5 | 1.4 | .4  | .1  | 7.5  |
| 2002              | «Сакраменто Кінґс»      | 16 | 8  | 27.7 | .401 | .353 | .516  | 5.2 | 1.4 | .4  | .6  | 8.6  |
| 2003              | «Сакраменто Кінґс»      | 10 | 5  | 17.4 | .360 | .286 | .722  | 2.9 | 1.4 | 1.2 | .5  | 5.3  |
| 2004              | «Сан-Антоніо Сперс»     | 10 | 10 | 27.1 | .321 | .333 | .611  | 4.5 | 1.5 | .9  | .1  | 7.7  |
| 2007              | «Орландо Меджик»        | 4  | 4  | 39.0 | .500 | .333 | .500  | 3.3 | 3.5 | 1.3 | 1.0 | 13.8 |
| 2008              | «Орландо Меджик»        | 10 | 10 | 39.9 | .447 | .286 | .848  | 6.4 | 5.5 | .8  | .2  | 17.5 |
| 2009              | «Орландо Меджик»        | 24 | 24 | 38.9 | .427 | .386 | .817  | 4.5 | 4.8 | .8  | .2  | 15.8 |
| 2011              | «Орландо Меджик»        | 6  | 6  | 34.8 | .294 | .233 | .571  | 3.2 | 3.7 | 1.3 | .2  | 9.2  |
| 2012              | «Орландо Меджик»        | 5  | 5  | 32.4 | .366 | .417 | .636  | 2.8 | 2.4 | 1.0 | .8  | 8.4  |
| 2014              | «Лос-Анджелес Кліпперс» | 5  | 0  | 8.2  | .462 | .400 | .000  | 1.0 | .2  | .6  | .0  | 3.2  |
| Усього за кар'єру | Усього за кар'єру       | 98 | 72 | 29.9 | .406 | .350 | .751  | 4.2 | 2.9 | .8  | .3  | 10.7 |

## Кар'єра чиновника
16 листопада 2015 року був призначений виконавчим директором Федерації баскетболу Туреччини.
15 березня 2016 президент Туреччини Реджеп Таїп Ердоган призначив його своїм радником.